# Durins bane

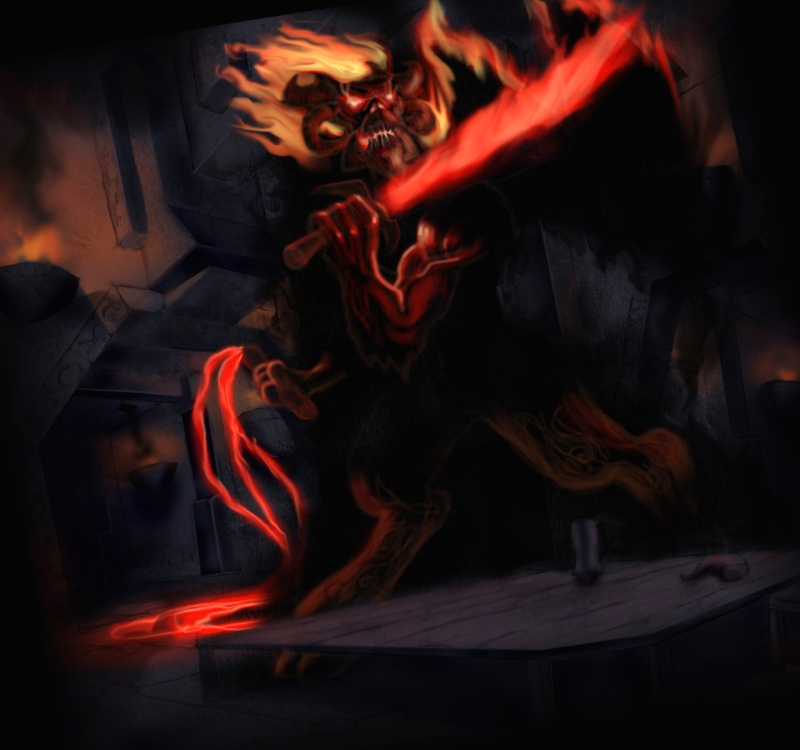
Durins Bane, målad av Markus Röncke.

Durins bane är en varelse, en Balrog, som förekommer i J.R.R. Tolkiens sagovärld. 
Denna är inte känd under något eget namn, namnet Durins bane syftar på att han blev dvärgkungen Durin VI:s baneman.
Det är en av de få balroger som överlevde Vredens krig, när deras herre Morgoth föll och den flydde till Midgård.
Durins bane var troligen den sista balrogen som var kvar i Midgård när Ringens brödraskap kom till Morias gruvor (Khazad-Dûm) och han hade "sovit" där i ungefär fem tidsåldrar. Han var troligen helt ostörd genom både den andra- och det mesta av tredje tidsåldern fram tills dvärgkungen Durin IV kom till Khazad-Dûm för att utvinna den dyrbara metallen Mithril. Han drev år 1980 i tredje åldern ut dvärgarna ur Khazad-Dûm och dödade Kung Durin VI, och fick då sitt tilltalsnamn.
År 2480 sände Sauron trupper för att vakta alla bergspass i Dimmiga bergen och en del av de trupper han sände ut intog Khazad-Dûm. Man vet inte om Durins bane var allierad med Sauron eller om denne över huvud taget kände till att balrogen fanns där men Durins bane gjorde inget motstånd mot de trupper som stationerades i Khazad-Dûm. 
I slaget om Azanulbizar där dvärgarna mötte orcherna framför Khazad-Dûms östra port för att återta Moria segrade dvärgarna.  Men Dáin Järnfot som ledde dvärgarnas armé gick aldrig in i Khazad-Dûm då han där kunde känna en djup ondska. Dvärgen Balin skulle år 2989 försöka återta Khazad-Dûm, men gick samma öde till mötes som Durin VI.
I januari år 3019 reste Ringens brödraskap genom Khazad-Dûm för att ta sig till Domedagsberget. De mötte Durins bane vid Khazad-Dûms bro. Alven Legolas och trollkarlen Gandalf är de enda i brödraskapet som känner till honom, men det är endast Gandalf som inser hur stark balrogen är. Gandalf förstörde bron under honom men Durins bane greppar tag om Gandalfs ben med hjälp av sin piska och drar med honom i fallet. Gandalf ropar åt brödraskapet att fly för att sedan falla tillsammans med balrogen ner i djupet tills de landar i en underjordisk sjö.
När Durins bane landar i vattnet släcks hans lågor och han blir kraftigt försvagad och beslutar sig för att fly. Gandalf inser att balrogen är försvagad och jagar honom i åtta dagar tills de nått berget Zirakzigils topp där Durins banes flammor återtänds och balrogen och Gandalf inleder en strid som kommer att ta två dagar och två nätter. Till slut besegrar Gandalf Durins bane som dör och förstör bergväggen i sitt fall. Till följd av denna strid dör även Gandalf, kanske av utmattning, men skickas tillbaka till Midgård med större krafter än tidigare som Gandalf den Vite.